# Tour Down Under 2002

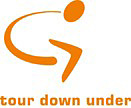
Logotip.

El Tour Down Under 2002, quarta edició del Tour Down Under, es disputà entre el 15 i el 20 de gener de 2002 sobre un recorregut total de 733 quilòmetres repartits entre sis etapes.
La cursa fou guanyada per l'australià Michael Rogers (Team AIS), que fou acompanyat al podi pel rus Alexandre Botxarov (AG2R Prévoyance) i el també australià Patrick Jonker (Team UniSA).
La classificació dels punts fou per Robbie McEwen (Lotto-Adecco), la de la muntanya per a Cadel Evans (Mapei-Quick Step), la dels joves per a Dave McPartland (United Water) i la dels equips pel Mapei-Quick Step.

## Equips participants
En la quarta edició del Tour Down Under hi van prendre part dotze equips, tres d'australians i nou d'europeus.
| Team AIS (Australian Institute of Sport) | Domo-Farm Frites | Team Telekom    | La Française des Jeux |
| Team UniS-Australia                      | Lotto-Adecco     | AG2R Prévoyance | Mapei-Quick Step      |
| United Water                             | Team CSC-Tiscali | Crédit Agricole | Saeco                 |

## Les etapes
| Etapa | Data        | Recorregut             | km       | Vencedor d'etapa | Líder de la general |
| ----- | ----------- | ---------------------- | -------- | ---------------- | ------------------- |
| 1a    | 15 de gener | Glenelg - Glenelg      | 47,0 km  | Robbie McEwen    | Robbie McEwen       |
| 2a    | 16 de gener | Hahndorf - Strathalbyn | 150,0 km | Michael Rogers   | Fabio Sacchi        |
| 3a    | 17 de gener | Willunga - Willunga    | 149,0 km | Robbie McEwen    | Fabio Sacchi        |
| 4a    | 18 de gener | Unley - Victor Harbor  | 141,0 km | Robbie McEwen    | Fabio Sacchi        |
| 5a    | 19 de gener | Gawler - Tanunda       | 156,0 km | Cadel Evans      | Michael Rogers      |
| 6a    | 20 de gener | Adelaida - Adelaida    | 90,0 km  | Robbie McEwen    | Michael Rogers      |

## Classificació general
|    | Ciclista                 | Equip               | Temps       |
| -- | ------------------------ | ------------------- | ----------- |
| 1  | Michael Rogers (AUS)     | Team AIS            | 16h 59' 44" |
| 2  | Alexandre Botxarov (RUS) | Ag2r Prévoyance     | + 21"       |
| 3  | Patrick Jonker (AUS)     | Team UniS-Australia | + 30"       |
| 4  | Cadel Evans (AUS)        | Mapei-Quick Step    | + 40"       |
| 5  | Daniele Nardello (ITA)   | Mapei-Quick Step    | + 58"       |
| 6  | Paul Van Hyfte (BEL)     | CSC-Tiscali         | + 3' 14"    |
| 7  | Stuart O'Grady (AUS)     | Crédit Agricole     | + 3' 57"    |
| 8  | Andrea Tafi (ITA)        | Mapei-Quick Step    | + 4' 36"    |
| 9  | Anthony Morin (FRA)      | Crédit Agricole     | + 4' 40"    |
| 10 | Steffen Wesemann (GER)   | Team Telekom        | + 5' 28"    |